# Kobina Gyan
Kobina Gyan (13 février 1821 - 12 mars 1896) est roi ou ohin d'Elmina (Edinahene), maintenant au Ghana, entre 1868 et 1873 et entre 1894 et sa mort en 1896. Entre 1873 et 1894, Kobina Gyan est exilé par les autorités coloniales britanniques pour sa position pro-néerlandaise et anti-britannique. 

## Biographie

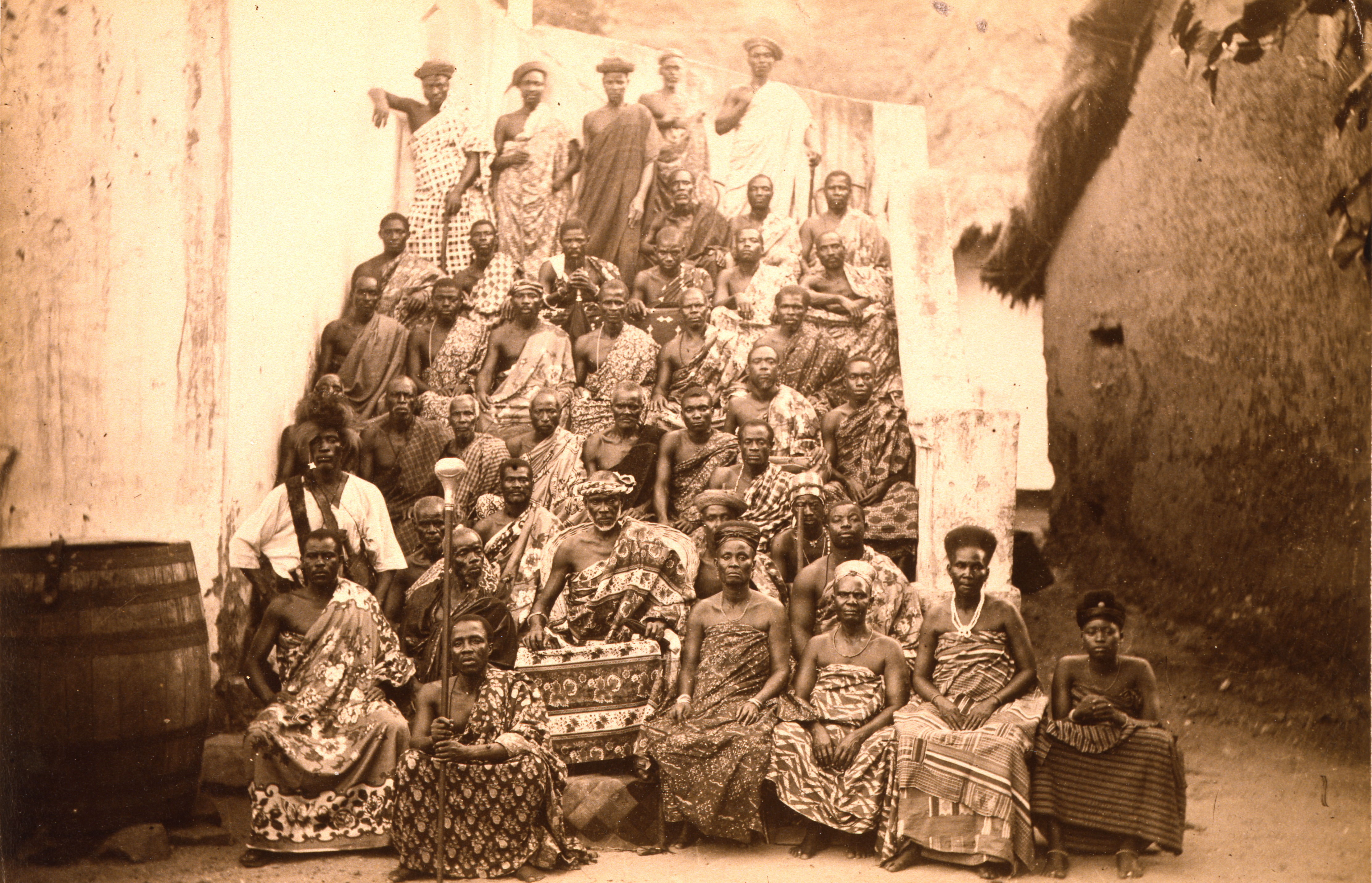
Kobina Gyan et ses partisans à son retour à Elmina en 1894.

Kobina Gyan est né à Elmina de Kobina Conduah, Edinahene en 1863. Pendant le règne de son père, Kobina Gyan est sous-roi (ohin nadir ekyen) et porte-parole éminent de la communauté Elmina. Lorsque l'application du traité anglo-néerlandais de 1867 entraîne un siège d'Elmina par la Confédération Fanti, Kobina Gyan co-écrit la pétition d'août 1868 adressée au roi Guillaume III des Pays-Bas, lui demandant de l'aide. 
Après que son père ait été destitué en janvier 1869 pour ne pas s'être suffisamment opposé à la manière dont le gouverneur néerlandais George Pieter Willem Boers gère le siège d'Elmina, Kobina Gyan est nommé le 15 juillet 1869 pour lui succéder. Pendant son règne, Kobina Gyan s'appuie d'abord sur le soutien et les conseils du riche et instruit commerçant d'Elmina George Emil Eminsang. Tous deux s'opposent initialement à la cession des possessions hollandaises de la Gold Coast aux Britanniques, alors en cours de négociation. Lorsqu'il devient évident que la cession se concrétiserait, le Realpolitik Eminsang offre ses services aux autorités britanniques prenant le relais, tandis que l'idéaliste Kobina Gyan continue à s'opposer à la domination britannique,.
Lorsque le lieutenant-gouverneur néerlandais Jan Helenus Ferguson arrive en novembre 1871 pour effectuer la cession des possessions néerlandaises aux Britanniques, il dépose Kobina Gyan. Après qu'Elmina ait été remise aux Britanniques le 6 avril 1872 et que des foules en colère s'en soient prises à George Emil Eminsang, les autorités coloniales britanniques ne voient aucun autre moyen d'établir le contrôle que de travailler avec Kobina Gyan, qui est réintégré sous le nom d'Edinahene par le gouverneur John Pope Hennessy le 8 mai 1872. 
Kobina Gyan n'a jamais arboré le drapeau anglais que lui donne Pope Hennessy et refuse le paiement britannique du kostgeld. Le nouveau gouverneur britannique Robert William Harley décide de tester la loyauté de Kobina Gyan en lui demandant de prêter serment d'allégeance aux Britanniques, le 12 mars 1873. Devant le refus de Kobina Gyan, il est arrêté et emmené par bateau jusqu'à Cape Coast, avant d'être exilé en Sierra Leone.
L'exil de Kobina Gyan dure 21 ans. Avec l'aide du commissaire du district d'Elmina, Hendrik Vroom, qui le récupère de Sierra Leone, Kobina Gyan pose de nouveau le pied sur le sol d'Elmina le 17 mai 1894 et est de nouveau proclamé roi. Moins de deux ans plus tard, le 12 mars 1896, Kobina Gyan meurt. Il est enterré au cimetière hollandais d'Elmina,.

## Héritage

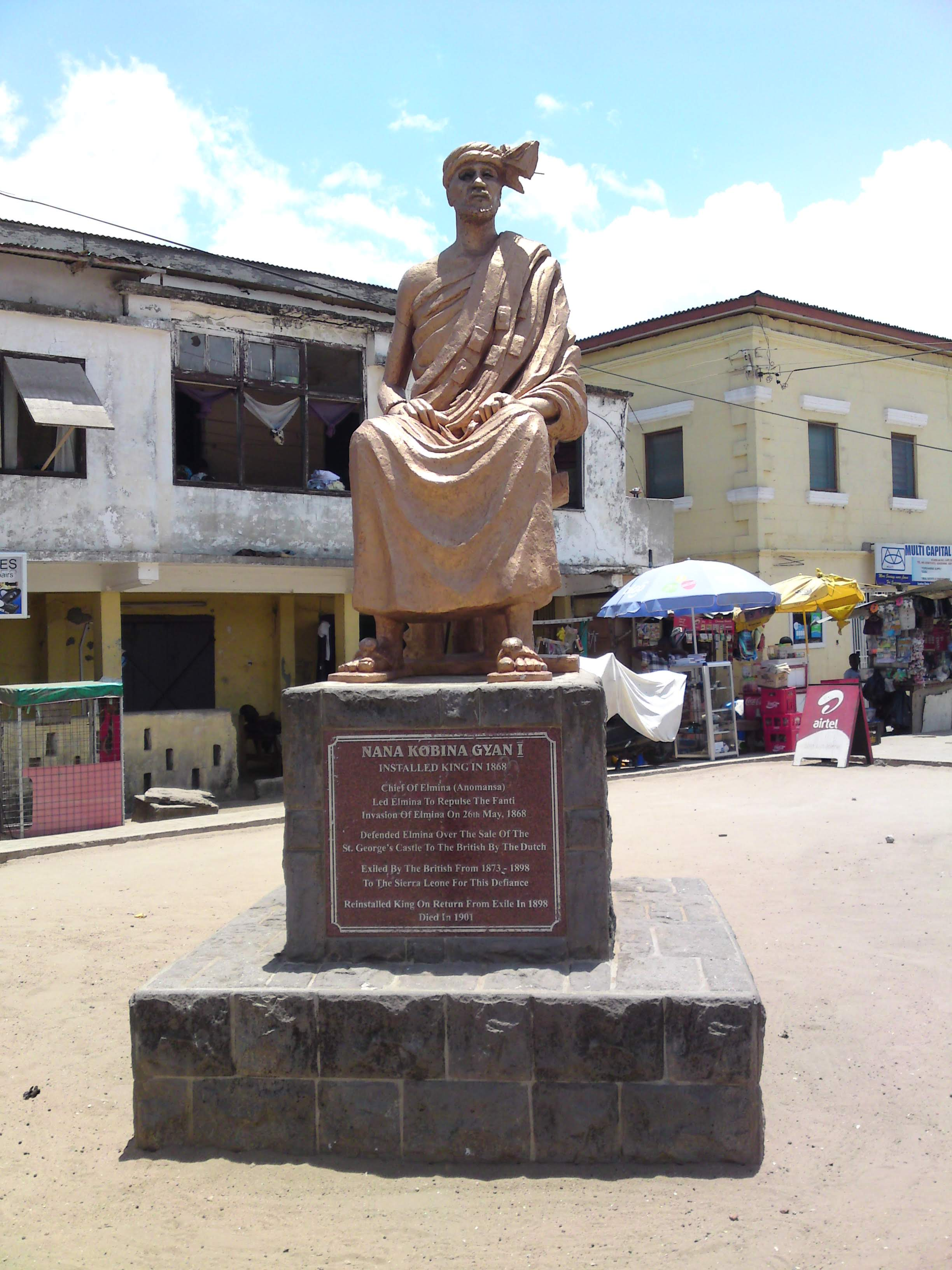
Statue de Kobina Gyan à Elmina. Notez que les dates sur l'inscription ne sont pas correctes.

On se souvient de Kobina Gyan comme d'un roi de principe qui défend son peuple. En mai 2005, la place Trafalgar d'Elmina est rebaptisée place Kobina Gyan et une statue de Kobina Gyan est dévoilée au centre.

## Dans la fiction
L'auteur sud-africain Manu Herbstein publie un récit fictif du transfert d'Elmina aux Britanniques en 2014, qui se concentre sur un neveu (fictif) de quinze ans de Kobina Gyan dans The Boy who Spat in Sargenti's Eye. Sargrenti est le nom local de Sir Garnet Wolseley.